# Спасо-Преображенський собор (Чернігів)

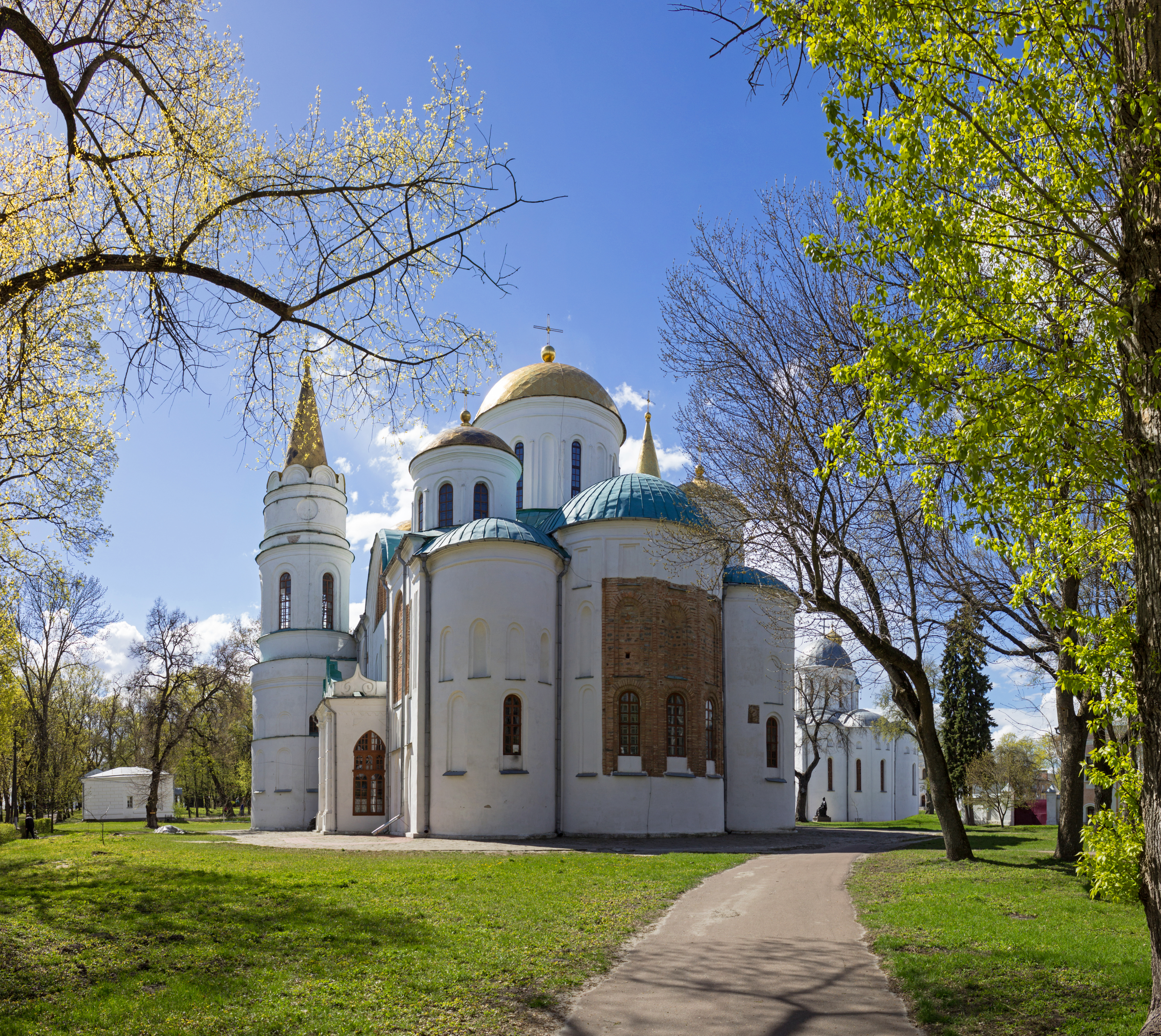
Спасо-Преображенський собор (квітень 2017 року)

Спа́со-Преображе́нський собо́р, або Спа́ський собо́р у Чернігові — одна з найстаріших збережених монументальних кам'яних будов України, головна споруда Чернігівського князівства. Пам'ятка давньоруського зодчества.

## Історія
Після смерті Володимира Святославича, в 1015 році, почалися часи князівських чвар та ворожих нападів. Мир настав тільки після того, як Ярослав Володимирович та Мстислав Володимирович поділили між собою землі. У перші десятиліття князювання Ярослава великого будівництва в Києві не проводилося. На противагу цьому в Чернігові, який був центром князівства, у якому правив Мстислав, починається спорудження князівського центру. Дослідники припускають, що князь багато в чому наслідував свого батька Володимира. Ще коли був князем у Тмуторокані, 1022 року Мстислав побудував Богородичну церкву, можливо, взявши за взірець Богородичну Десятинну церкву в Києві. Під час Тмутороканської експедиції 1952 року археолог Борис Рибаков дослідив залишки кам'яної церкви, яка за своїми технічними та архітектурними характеристиками була дуже схожа на Десятинну церкву в Києві. Таким чином, можна припустити, що це й була та сама Богородична церква, адже інших кам'яних споруд знайдено не було.
Близько 1030 року Мстислав Володимирович починає будівництво Спасо-Преображенського собору. Про його спорудження можна дізнатися з рядків літопису, що описує під 1036 роком смерть Мстислава: ,,Мстислав пішов на полювання. Розхворівся і помер. І поклали його в церкві у святому Спасі, адже він сам його заложив і за його часу були стіни його возведені на висоту вершника, який сидів на коні з піднятою рукою’’.
За припущенням дослідників, тіло Мстислава було поховане в склепі, який розташовувався в лівій прибудові собору.
Будівництво собору було завершене сином Ярослава Мудрого Святославом, який після смерті Мстислава очолив Чернігівське князівство.
Під час татаро-монгольської навали собор зазнав руйнувань, зокрема, було частково зруйновано склепіння та знищено бані. Спасо-Преображенський собор стояв у центрі палацових будівель княжого «стольного граду» і був також усипальнею князів.

### Архітектура
У плані — прямокутник, поділений двома рядами опорних стовпів на три нави, завершені на сході трьома півкруглими апсидами, з 5-ма банями. Об'ємно-просторова композиція собору надавала йому оригінальну форму піраміди. Архітектурні форми собору спокійні та урочисті. Центральні частини фасадів високо здіймаються над боковими та просторово виділяється архітектурний хрест. Площини фасадів стримано членуються пілястрами, які в другому ярусі мають складний профіль. Фасади прикрашено численними орнаментами з цегли. Тут і своєрідні «віяла», і шахові візерунки, і хрести, і «сонечка». Середню частину західного фасаду членує великий пояс меандру. Особливо багато прикрашені візерунками та орнаментами з цегли центральний барабан та башта.
Всередині собору бокові відгалуження просторового хреста відокремлені від підкупольного простору трифоріями, що спираються знизу на мармурові колони. Мармурові колони поставлені на профільовані бази і завершуються стилізованими іонічними капітелями з рослинним орнаментом. Подібні капітелі відомі в Херсонесі, в ряді візантійських споруд.
З південного та північного боків собору згодом були прибудовані каплиці-усипальні, де проводилися поховання князів Чернігівської династії. На жаль, нині невідомо про те, наскільки Спаський собор наслідував архітектуру Десятинної церкви. Невідомо також, яким за задумом Мстислава Володимировича мав бути храм. Будівництво собору після його смерті було на певний час припинене, оскільки на бокових фасадах видно, що після другого поверху мурування має дещо інший характер. Не виключена можливість того, що мармурові колони, які можна побачити всередині храму були також і в Десятинній церкві, а також під головними стовпами у церквах Тмуторокані та Івана Предтечі в Керчі. Цікаво те, що цей характерний для візантійського будівництва 10-11 ст. елемент в давньоруській архітектурі більше не повторюється. Крім візантійських столичних константинопольських споруд складний тип хрестовокупольної системи зустрічається в храмах 10 ст. в Болгарії та Абхазії. Певними аналогіями Спасо-Преображенського собору за планом є деякі будови Константинополя.

### Перебудови і реставраційні заходи
Перша капітальна реставрація була проведена за ініціативи чернігівського єпископа Лазаря Барановича у 60-і роки XVII ст. Окрім відновлювальних робіт велись і перебудови. Так, доведену до аварійного стану, хрещальню знесли, а замість неї прибудували праву башту. Замість напівсферичних куполів на обох баштах встановили шпилі, які до сьогодні є характерною особливістю собору.
1795-98 ніжинськими майстрами С. Волощенком та С. Білопольським за проектом архітектора Івана Яснигіна було виготовлено розкішний іконостас. Іконостасні роботи виконувалися борзнянським священиком Тимофієм Мізком. Іконостас також був декілька разів перероблений. На місце усипальниць добудовано тамбури з бароковими декоративними фронтонами, збудовано бокові закомари: надбудовано північну і добудовано південну (на місце хрещальні) башти, завершені високими шпилями.
1814 р. за ініціативою єпископа Михаїла Десницького складено проект розпису інтер'єру храму, який так і не був реалізований. Натомість у життя був втілений спрощений проект єпископа, який виконав художник Я. Юринов з помічниками. Тоді, через недбалість майстрів, було частково замальовано фрески 11 століття. Після цього стінопис ще кілька разів поновлювався.
1818 р. за проектом архітектора Антона Карташевського біля західного, північного та південного порталів було зведено просторі тамбури, а в кінці 19 ст. позолочено верхи. Після таких змін собор фактично і набув сучасного вигляду.
Від давнього декоративного оздоблення собору збереглися різьблені шиферні парапети на хорах, деякі фраґменти фресок з 11 століття (серед інших зображення святої Теклі, що зберігалося в музеї, загинуло 1941); підлогу з шиферних інкрустованих мозаїчних плит прикрито керамічними.

### Дослідження
1923 року організовано масштабні архітектурно-археологічні дослідження Спасо-Преображенського собору в Чернігові. Їх проводила група видатних українських науковців: Микола Макаренко, Іполит Моргилевський, Володимир Євфимовський.

### Сучасний стан
Частина багатої колись золотої і срібної церковної утварі зберігається в Чернігівському історичному музеї. З 1967 року Спасо-Преображенський собор входить до складу Національного архітектурно-історичного заповідника «Чернігів стародавній».
До листопада 2023 року богослужіння в храмі відправляли клірики УПЦ московського патріархату. Після включення до архітектурно-історичного заповідника «Чернігів стародавній» церква продовжує діяти як музей.
Зображення Спасо-Преображенського собору використовується чернігівським пивзаводом як бренд місцевого алкогольного напою.
У грудні 2023 року Комітет ЮНЕСКО із захисту культурної спадщини затвердив рішення внести чергові п’ять об’єктів культурної спадщини України до Міжнародного переліку культурних цінностей, які перебувають під тимчасовим посиленим захистом. Серед них є Спасо-Преображенський собор.

## Додаткові факти
У серпні 1914 року в Спаському соборі майбутній український письменник Аркадій Казка за дорученням майбутнього знаного поета та політика Василя Елланського прийняв присягу на вірність Братству самостійників у юнака-гімназиста Романа Бжеського.[значущість факту?]

## Галерея

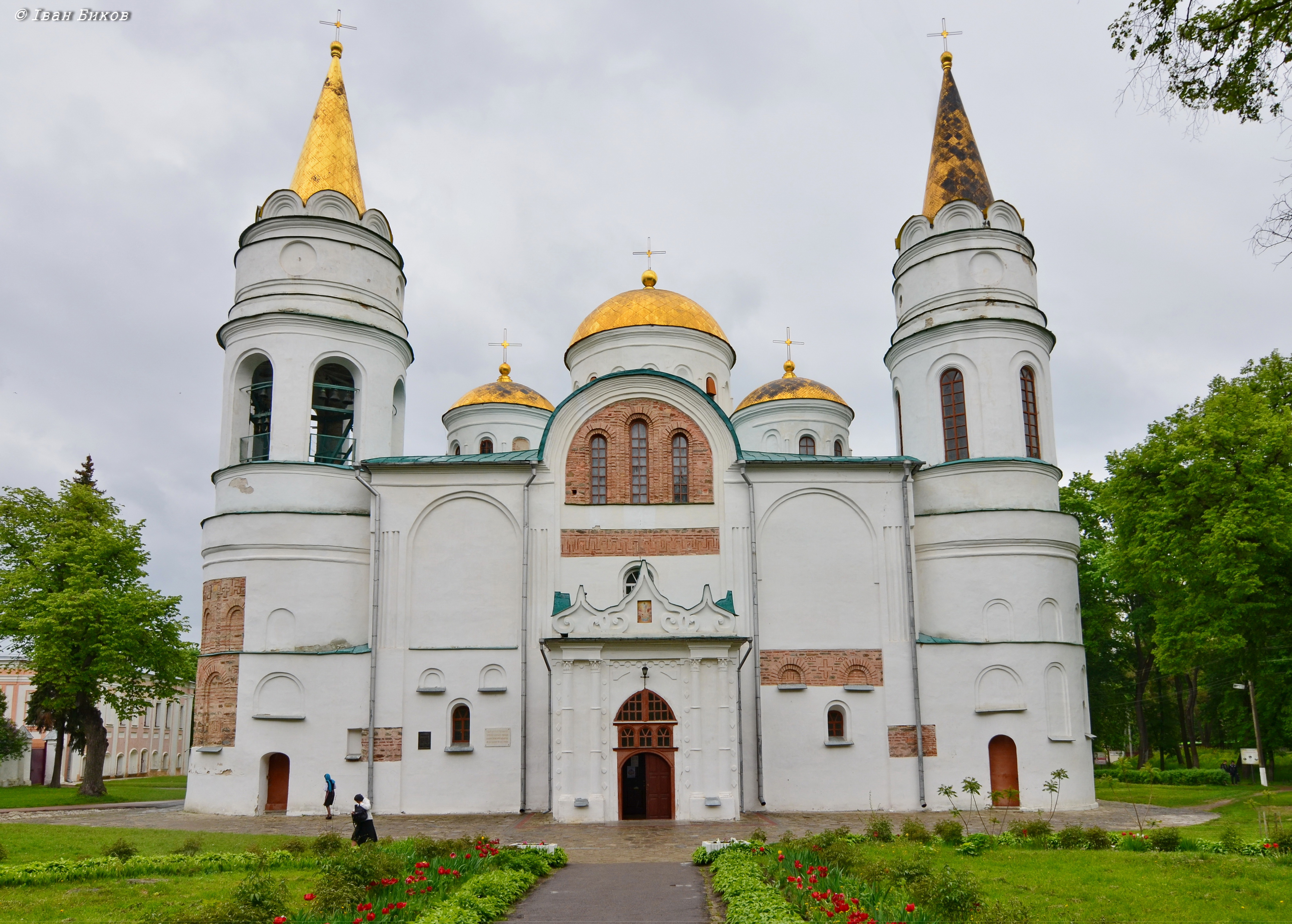
Спасо-Преображенський собор, 2016
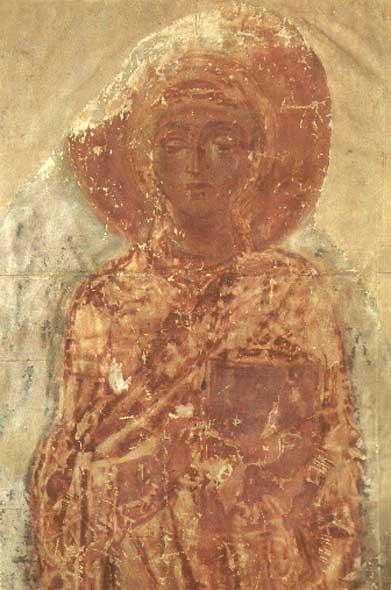
Фреска. Свята Текля, 11 століття
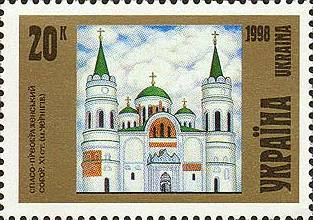
Спасо-Преображенський собор на поштовій марці України, 1998
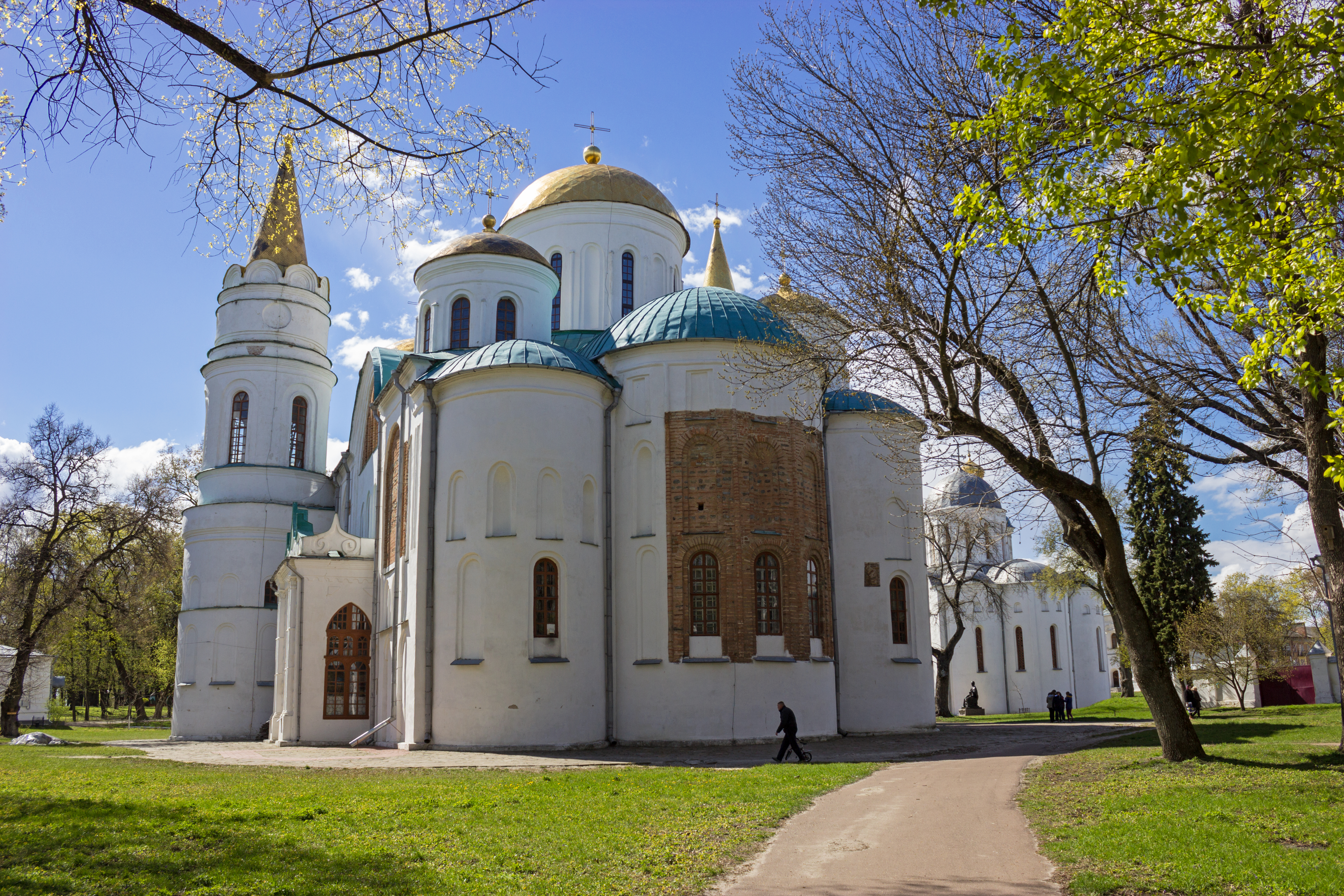
Спасо-Преображенський собор у Чернігові. Задній план
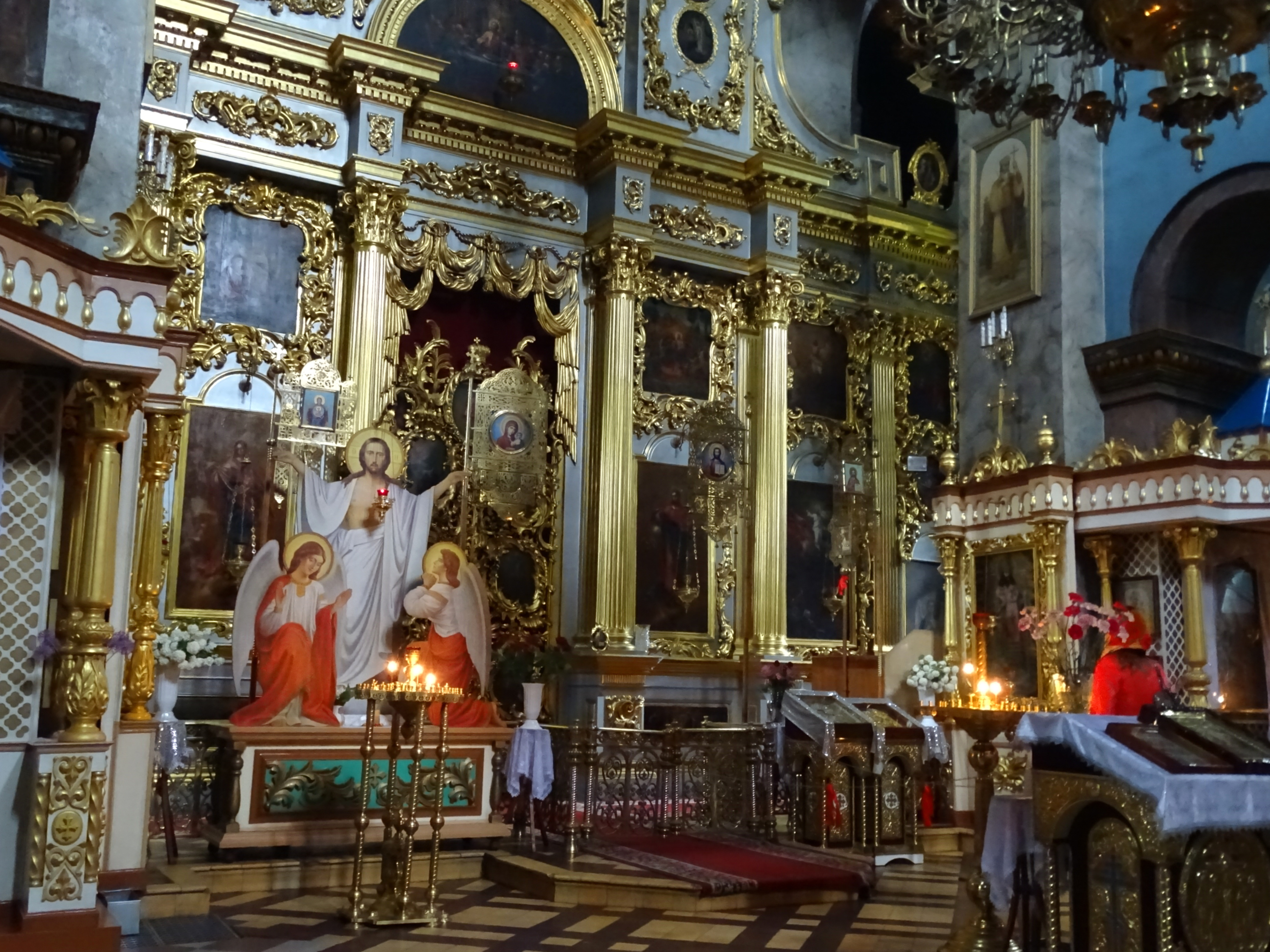
Всередині
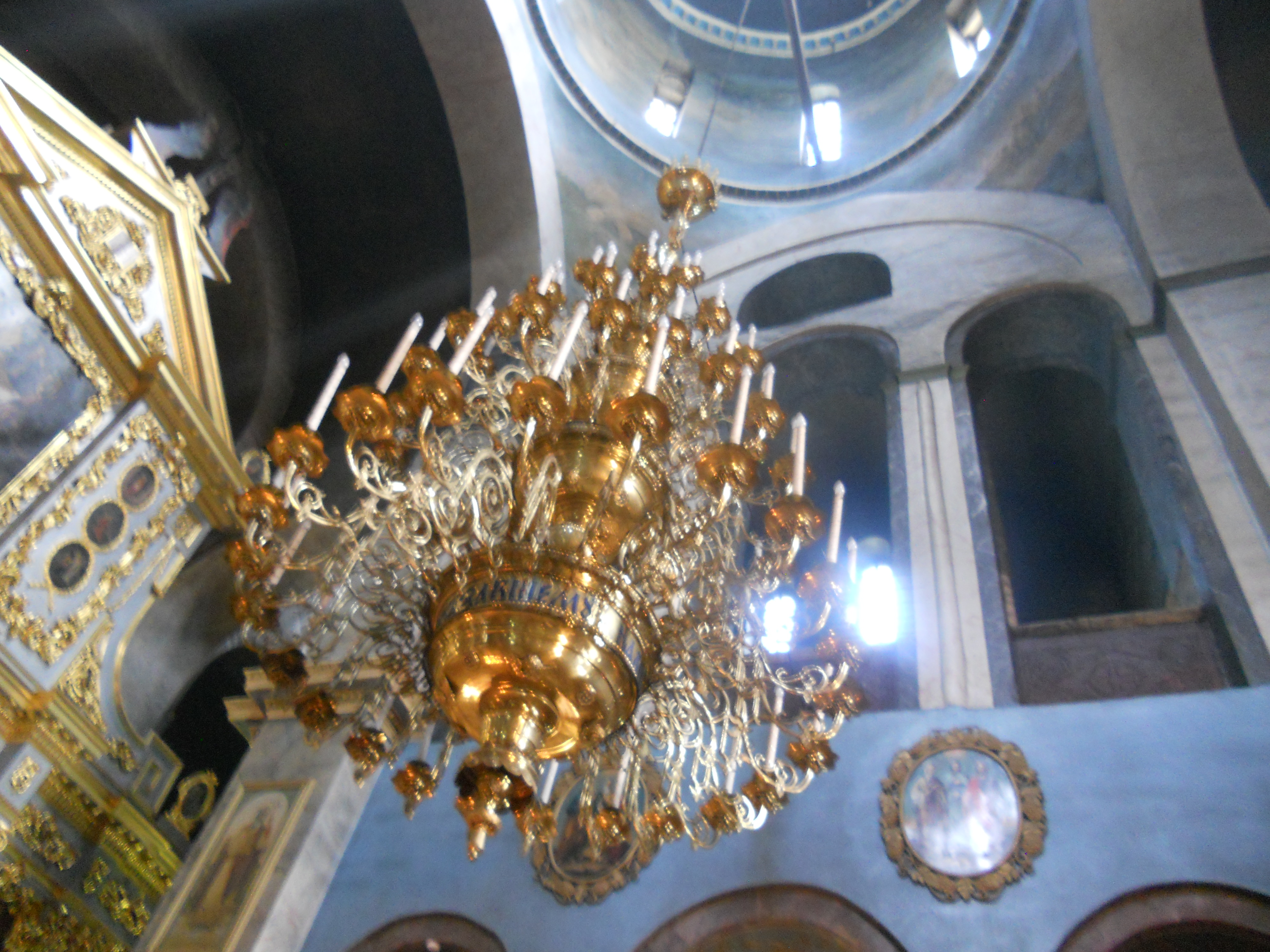
Всередині
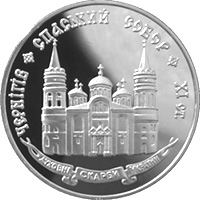
Срібна пам'ятна монета
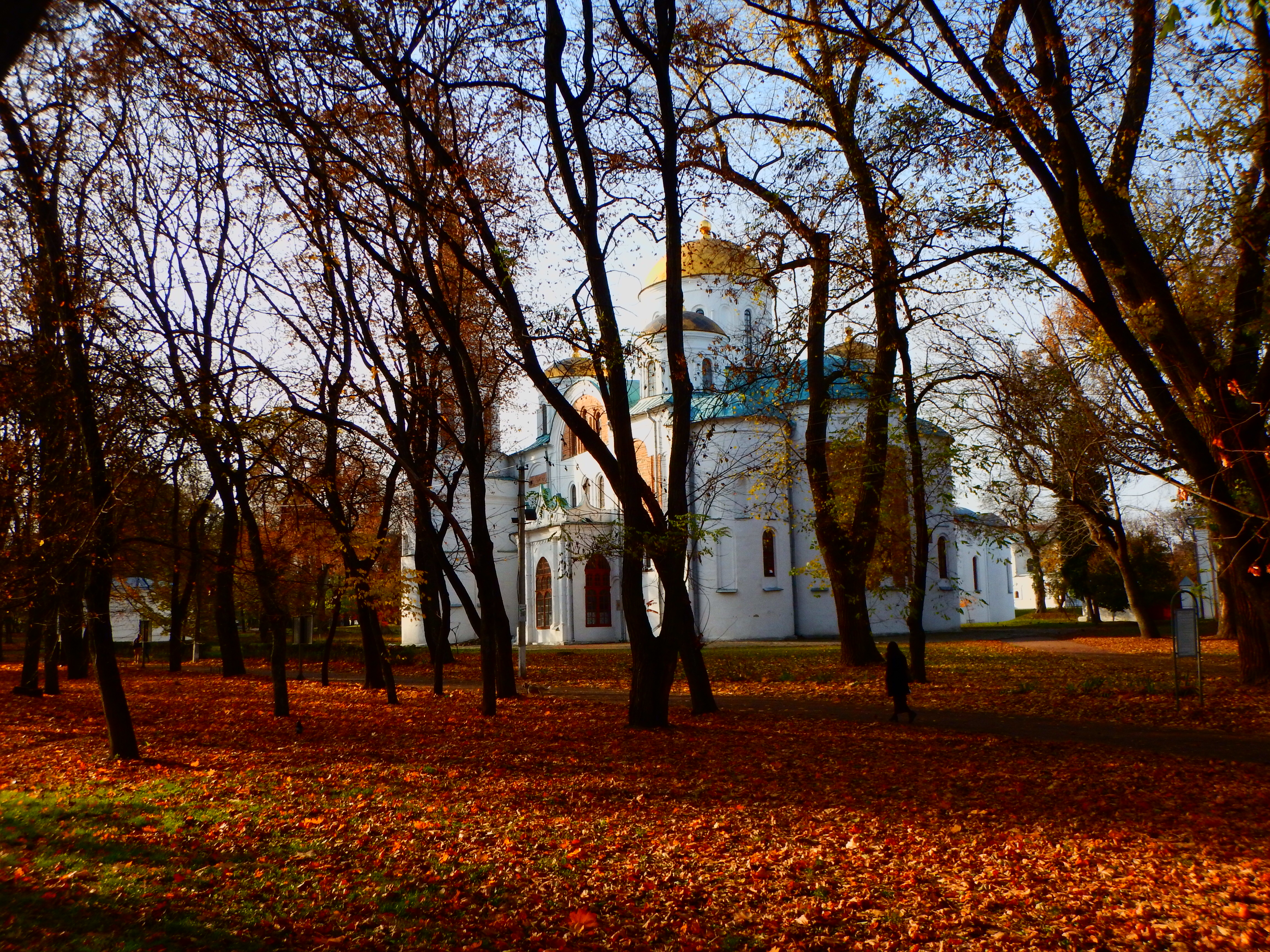
Спасо-Преображенський собор. Осінь 2018